# Angiopatía diabética
La angiopatía diabética es una enfermedad de los vasos sanguíneos relacionada con el curso crónico de la diabetes mellitus, la principal causa de insuficiencia renal a nivel mundial. La angiopatía diabética se caracteriza por una proliferación del endotelio, acúmulo de glicoproteínas en la capa íntima y espesor de la membrana basal de los capilares y pequeños vasos sanguíneos.
Ese espesamiento causa tal reducción de flujo sanguíneo, especialmente a las extremidades del individuo, que aparece gangrena que requiere amputación, por lo general de los dedos del pie o el pie mismo. Ocasionalmente se requiere la amputación del miembro entero. La angiopatía diabética es la principal causa de ceguera entre adultos no ancianos en los Estados Unidos. En Cuba, la tasa de angiopatías periféricas en la población diabética alcanzan los 19,5 por cada 100 mil habitantes.